# Carcinonemertes australiensis
Carcinonemertes australiensis är en djurart som tillhör fylumet slemmaskar, och som beskrevs av Campbell, Gibson och Evans. 1989. Carcinonemertes australiensis ingår i släktet Carcinonemertes och familjen Carcinonemertidae. Inga underarter finns listade i Catalogue of Life.